# Bagalewci
Bagalewci (bułg. Багалевци) – wieś w Bułgarii, w obwodzie Wielkie Tyrnowo, w gminie Elena. W 2024 roku liczyła 4 mieszkańców.